# タイタンライブ
タイタンライブは、芸能事務所タイタンが主催するお笑いライブである。
偶数月に時事通信ホールにて行われる。同事務所に所属する爆笑問題のほか、若手からベテランまで多数のゲストが出演する。
1996年2月に銀座「SOMIDOホール」（現在は閉館）で第1回が開催され、2006年より現会場に移転。
2009年10月9日、「爆笑問題withタイタンシネマライブ」と題して全国10ヶ所のTOHOシネマズでライブの模様を生中継することを始めた。この生中継は定例化し、現在は毎回行われている。2023年現在は上映劇場は25ヶ所まで拡大している。

## 出演したことのあるタレント
| 爆笑問題・長井秀和・5番6番※解散・BOOMER ・プリンプリン・パックンマックン・瞬間メタル・東京ダイナマイト・パペットマペット ・宮地大介・おぎやはぎ・ゆりありく・ウエストランド・日本エレキテル連合・ネコニスズ・ミヤシタガク・シティホテル3号室・脳みそ夫・グリーンマンション・松尾アトム前派出所・辻仁成・XXCLUB・まんじゅう大帝国・ダニエルズ・キュウ・くらげピザ・タカマッチ・春とヒコーキ・クレソン・しびれグラムサム・ガールズナイト・阿部物語 |
| つぶやきシロー・インスタントジョンソン・ネプチューン・キャン×キャン・あべこうじ・流れ星・バナナマン・東京03・末高斗夢 |
| サンドウィッチマン・さくらんぼブービー・ふじいあきら・デンジャラス・スマイリーキクチ・キリングセンス※解散・雨空トッポライポ※解散・鳥肌実・Wコロン※解散 |
| 弾丸ジャッキー※解散・やまと・まもる・ザブングル※解散・ほたるゲンジ・阿佐ヶ谷姉妹・GO･JO※解散・地味変・グレート乙羽屋・3ガガヘッズ・GUMシロップ・雨上がり決死隊※解散・DonDokoDon・アンガールズ・バカリズム・岡本夏生・あやまんJAPAN・アンジャッシュ・エレキコミック・南海キャンディーズ・カミナリ・ダチョウ倶楽部・アイデンティティ・ルシファー吉岡・ピンクの電話・ペンギンズ・ハリウッドザコシショウ・尼神インター※解散・アキラ100%・まとばゆう・紺野ぶるま・ブッチャーブラザーズ・インディアンス・ミキ・ハナコ・ゆにばーす・トム・ブラウン・パーパー・東京ホテイソン・宮下草薙・わらふぢなるお・空気階段・神田松之丞・ダイアン・ぜんじろう・霜降り明星・かが屋・鬼越トマホーク・納言・さすらいラビー・純烈・山田雅人・どぶろっく・錦鯉・ぺこぱ・永井佑一郎・マシンガンズ・流れ星☆・ザ・マミィ・チャイム・街裏ぴんく・ナイチンゲールダンス・真空ジェシカ・ママタルト・センチネル |

主なゲスト出演者
| 立川談志・B&B・笑福亭鶴瓶・コロッケ ・立川梅春（ビートたけし）・片岡鶴太郎 ・おぼん・こぼん |